# فرد اوانز (بوکسور)
فرد اوانز (انگلیسی: Fred Evans؛ زادهٔ ۴ فوریهٔ ۱۹۹۱) بوکسور اهل بریتانیا است.
از فیلم‌ها یا برنامه‌های تلویزیونی که وی در آن نقش داشته‌است می‌توان به مردی از لا مانتا اشاره کرد.